# Seileria eucyaniformis
Seileria eucyaniformis är en fjärilsart som beskrevs av Paul Dognin 1923. Seileria eucyaniformis ingår i släktet Seileria och familjen björnspinnare. Inga underarter finns listade.